# Secundino Suárez
Secundino Suárez Vázquez genannt Cundi (* 13. April 1955 in Sotondio) ist ein ehemaliger spanischer Fußballspieler.

## Spielerkarriere
Cundi begann seine Karriere 1973 bei Sporting Gijón und blieb in Asturien bis 1990, somit spielte er seine gesamte Karriere bei Sporting. Weiters konnte er keinen einzigen Titel auf Vereinsebene erringen. Er beendete seine Karriere 1990 nach dem Ende seines Vertrages bei Sporting Gijón.
Cundi war Teil des spanischen Aufgebots für die Olympischen Spiele 1976, wo seine Mannschaft jedoch schon in der Vorrunde ausschied. Er spielte zudem insgesamt neun Mal für Spaniens A-Nationalteam. Er nahm an der Fußball-Europameisterschaft 1980 in Italien teil, wo die Iberer in der Vorrunde als Gruppenletzter ausschieden.